# Церква святих апостолів Петра і Павла (Буцнів)
Церква святих апостолів Петра і Павла в Буцневі — парафія і храм Тернопільського благочиння Тернопільської єпархії Православної церкви України в селі Буцневі Тернопільського району Тернопільської області. Пам'ятка архітектури місцевого значення, охоронний номер 1933.

## Дзвіниця

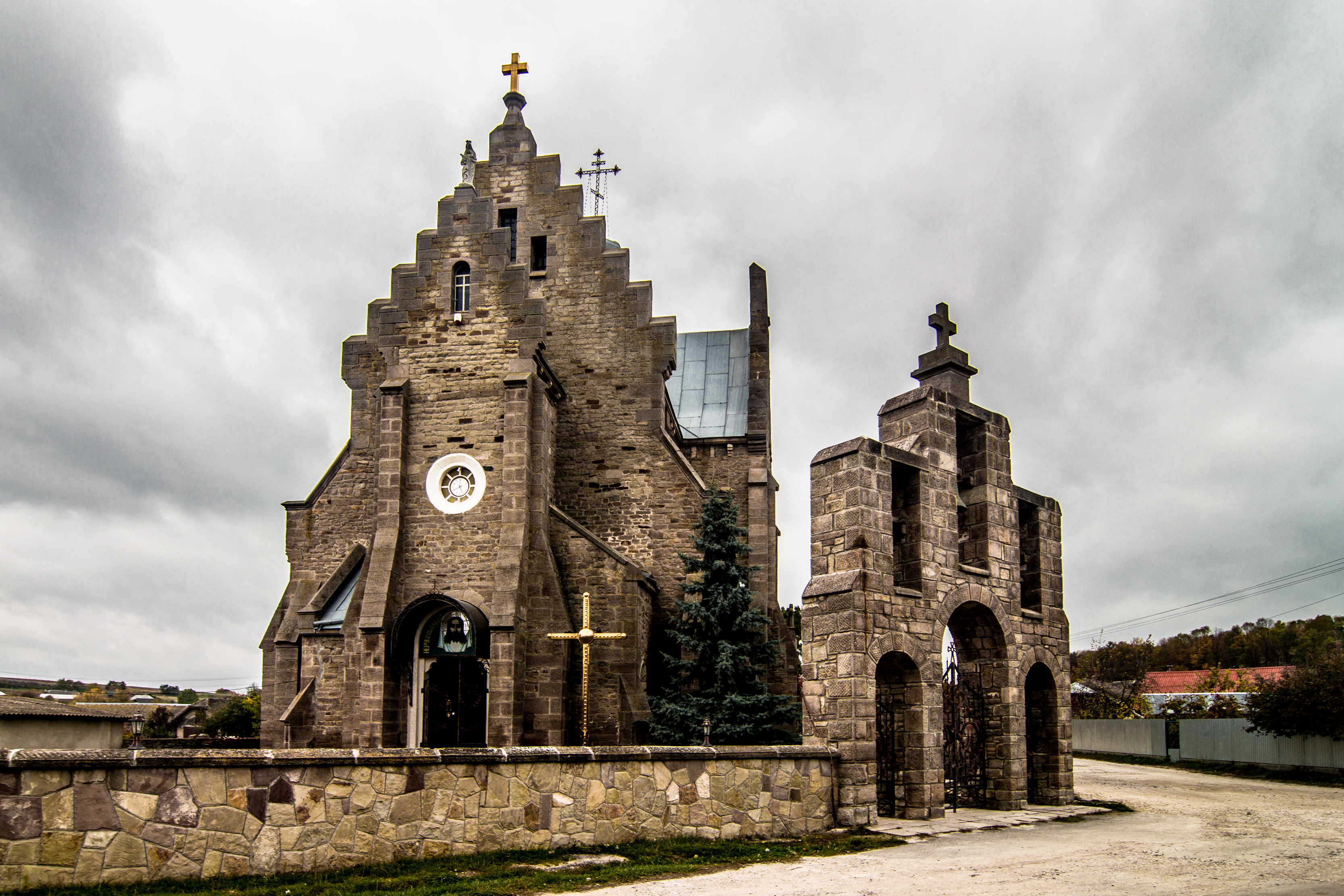
Вигляд на церкву з дзвіницею

## Історія
У 1890—1891 роках за проєктом львівського архітектора Юліана Захаревича спорудили костел. Храм у 1890 році освятив єпископ Ян Пузина.
З тильного зовнішнього боку костела зберігся гробівець родини Серватовських, які були фундаторами будівництва.
У костелі була репродукція чудотворної ікони Белзької Богоматері, яку під час Другої світової війни врятував Микола Полігайло.
Під час Першої світової війни частково зруйнований, у 1922—1923 — відреставрований.
Є таблиця з написом: «Тут спочиває Генрика з Крушевських (Серватовська), померла на 36 році життя, дня 20 грудня 1880 року. Хай упокоїться її душа»
За радянської влади в приміщенні костелу був зерносклад, потім — сховище для міндобрив.
З 1993 році зареєстрували громаду УПЦ КП. Костел перебудували під церкву святих апостолів Петра і Павла.
1993—2013 рр. тут служив протоієрей Мирон Гах — духовний пастир, теолог, художник та архітектор.
У жовтні 2013 р. настоятелем храму призначений священник Олег Гах — секретар єпархіальної ради Тернопільської єпархії УПЦ КП.[джерело?]

## Парохи
| Ім'я                 | Роки              | Коротка довідка |
| -------------------- | ----------------- | --------------- |
| о. Микола Козяр      | квітень 1946—1983 |                 |
| о. Колодимир Швець   | 1983              |                 |
| о. Ярослав Михальчук | 1984              |                 |
| о. Микола Ніколаєв   | 1984—1990         |                 |
| о. Мирон Гах         | 1993-2013         |                 |
| о. Олег Гах          | з жовтня 2013     |                 |